# Szintipop
A szintipop (synth pop, synthpop) pop és az elektronikus zene egyik ága, ahol a szintetizátor a domináns hangszer. A stílus a '70-es évek végétől a '80-as évek közepéig alakult ki és mind a mai napig létezik. A 21. században újra emelkedni látszik a népszerűsége.

## Jellemzők
A szintipop zene sajátossága – amiről a nevét is kapta – a szintetizátor. Egy szintipop dal hangzásvilága általában a populáris zenéhez hasonlít.

## Történet

### Kezdetek
A 20. századi avantgárd és musique concrète zeneszerzők, mint például Karlheinz Stockhausen úttörő szerepet játszottak az elektronikus zene kialakulásában. Az eszközök eredetileg nagyok, bonyolultak, temperamentumosak és drágák voltak. A szintetizátort már az 1960-as években a rock zenében is használták, többek között a Beatles is. Az 1960-as évek vége felé megjelent albumokon a Moog-szintetizátort használták többek között Perrey and Kingsley, Dick Hyman, és a legnagyobb mértékben, Wendy Carlos. Az 1970-es években a szintetizátor egyre szélesebb körben használták a progresszív rock és a fúziós jazz csoportok, mint a Pink Floyd, a Yes, az ELO, a Genesis, a Return to Forever, az Emerson, Lake & Palmer, és a Weather Report. Sok Krautrock együttes, többek között a Tangerine Dream és a Kraftwerk is beépítette saját zenéjébe a szintetizátort.
Az 1970-es évek közepén lettek ismertek az elektronikus zene olyan nagyjai, mint Jean-Michel Jarre, Vangelis, Brian Eno és Tomita, akik nagy hatással voltak a New Age zenei stílus kialakulására. Az 1970-es évek végén egy kéttagú New York-i zenekar, a Suicide, éneket és billentyűsöket kombinált nyers, avantgard és gyakran ellentmondásos formában. Az olasz Giorgio Moroder producer is nagy befolyást gyakorolt az elektromos zene további fejlődésére, amikor számos szintipop előadó karrierjét egyengette.
A brit szintipop első hullámára leginkább David Bowie, a Roxy Music és a Kraftwerk gyakorolt befolyást.

## Előadók
- Aurora
- Plazmabeat
- 8BIT
- a-ha
- Alphaville
- CHVRCHES
- Depeche Mode
- Duran Duran
- Erasure
- Eurythmics
- Dave Gahan
- Jean-Michel Jarre
- Kraftwerk
- Lorde
- Nik Kershaw
- New Order
- Metro Station
- Modern Talking
- Orchestral Manoeuvres in the Dark
- Owl City
- Pet Shop Boys
- Talk Talk
- Tears for Fears
- Re-Flex
- Bonanza Banzai
- Populär
- Lady Gaga
- Grimes
- Billie Eilish
- Soft Cell

## Fordítás
- Ez a szócikk részben vagy egészben  a   Synthpop című angol Wikipédia-szócikk fordításán alapul.  Az eredeti cikk szerkesztőit annak laptörténete sorolja fel. Ez a jelzés csupán a megfogalmazás eredetét és a szerzői jogokat jelzi, nem szolgál a cikkben szereplő információk forrásmegjelöléseként.

## Külső hivatkozások
- Synthpop (angolul)
- Allsynthpop (angolul)